# Rozwadza
Rozwadza (deutsch Roswadze, 1936–1939 Annengrund, 1939–1945 Odertal II) ist ein Ort in der Stadt- und Landgemeinde Zdzieszowice (Deschowitz) im Powiat Krapkowicki der Woiwodschaft Opole in Polen.

## Geographie
Das Straßendorf Rozwadza liegt drei Kilometer nordwestlich von Zdzieszowice, elf Kilometer östlich von Krapkowice (Krappitz) und 29 Kilometer südöstlich von Opole (Oppeln) in der Schlesischen Tiefebene an der Bahnstrecke Kędzierzyn-Koźle–Opole. Südlich des Dorfes fließt die Oder. Nordöstlich liegt das Landschaftsschutzgebiet Park Krajobrazowy Góra Świętej Anny.
Nachbarorte von Rozwadza sind im Nordwesten Krępna (Krempa) und im Südosten der Gemeindesitz Zdzieszowice (Deschowitz).

## Geschichte

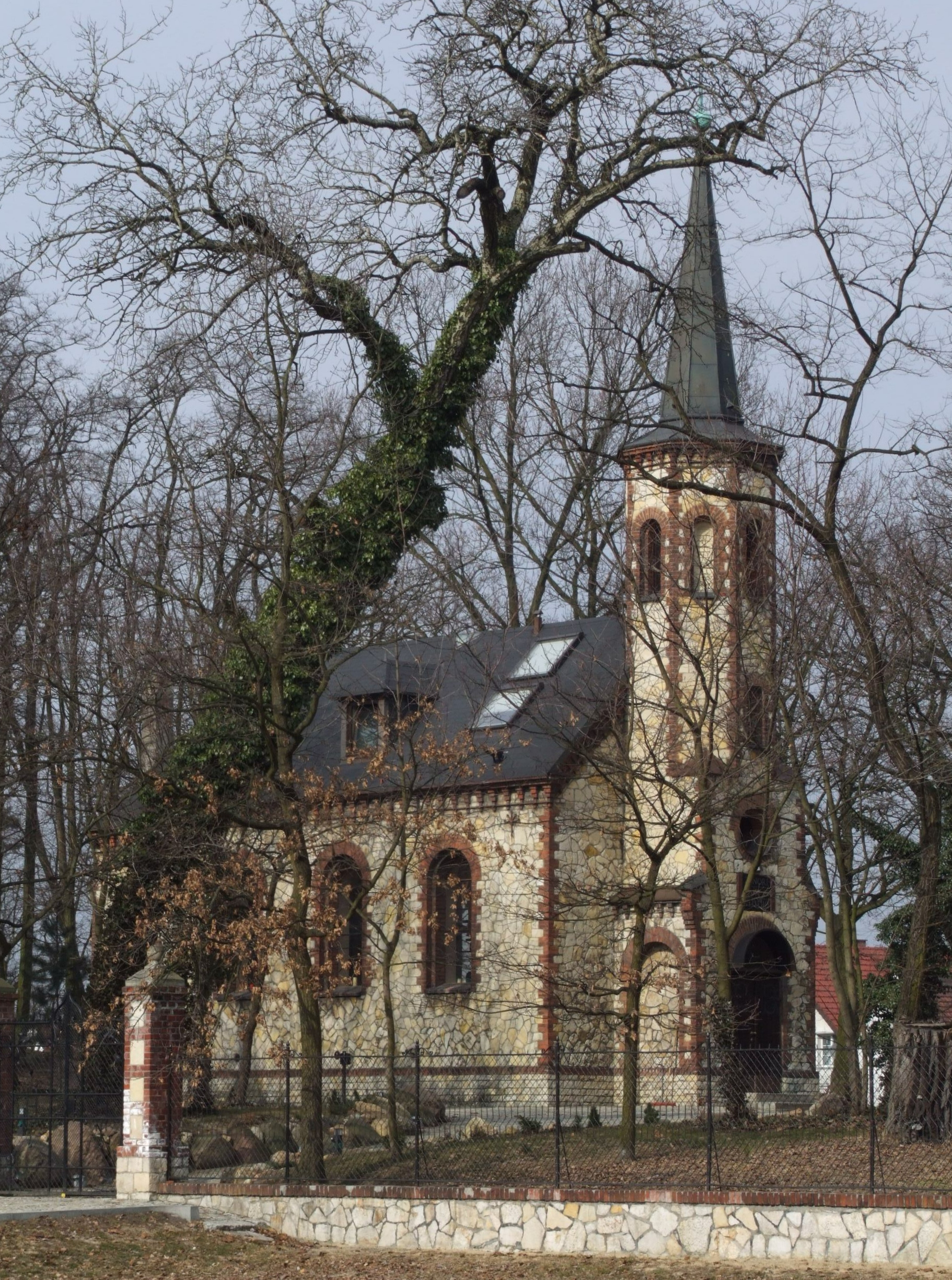
Ehemalige evangelische Kirche

Der Ort wurde 1282 erstmals urkundlich erwähnt. 1302 folgte eine weitere Erwähnung mit den Namen Rosvatzha und Rozwadze.
Nach dem Ersten Schlesischen Krieg 1742 fiel Roswadze mit dem größten Teil Schlesiens an Preußen.
Bis 1816 gehörte Roswadze zum Landkreis Neustadt O.S. Nach der Neugliederung der Provinz Schlesien gehörte die Landgemeinde Roswadze ab 1816 zum Landkreis Groß Strehlitz, mit dem sie bis 1945 verbunden blieb. 1845 bestanden im Ort ein Schloss, ein Gutshof, eine katholische Schule, eine Brennerei, ein Torfbruch, zwei Mühlen und 56 Häuser. Im gleichen wurden 441 Einwohner verzeichnet, davon einer evangelisch und einer jüdisch. 1852 wurde im Ort eine Zuckerfabrik erbaut. 1861 zählte der Ort 865 Einwohner sowie 17 Bauern, 16 Gärtner und 28 Häusler. Die katholische Schule wurde von 120 Schülern besucht. 1874 wurde der Amtsbezirk Deschowitz gebildet, dem die Landgemeinden Dzieschowitz und Roswadze sowie die Gutsbezirke Dzieschowitz Vorwerk und Theresienhof eingegliedert wurden.
Bei der Volksabstimmung in Oberschlesien am 20. März 1921 stimmten 486 Wahlberechtigte für einen Verbleib bei Deutschland und 313 für Polen, im Gutsbezirk stimmten 56 für Deutschland und 27 für Polen. Roswadze verblieb beim Deutschen Reich. 1933 zählte der Ort 1497 Einwohner. Am 3. Juli 1936 wurde Roswadze in Annengrund umbenannt. Am 1. April 1939 wurde die Gemeinde Annengrund nach Odertal eingemeindet und fortan als Stadtteil Odertal II bezeichnet. Bis 1945 befand sich der Ort im Landkreis Groß Strehlitz.
Als Folge des Zweiten Weltkriegs fiel Annengrund 1945 unter polnische Verwaltung, wurde in Rozwadza umbenannt und der Woiwodschaft Schlesien angeschlossen. Die Eingemeindung wurde wieder rückgängig gemacht. 1950 wurde Roswadza der Woiwodschaft Opole eingegliedert. Seit 1999 gehört es zum Powiat Krapkowicki.

## Sehenswürdigkeiten

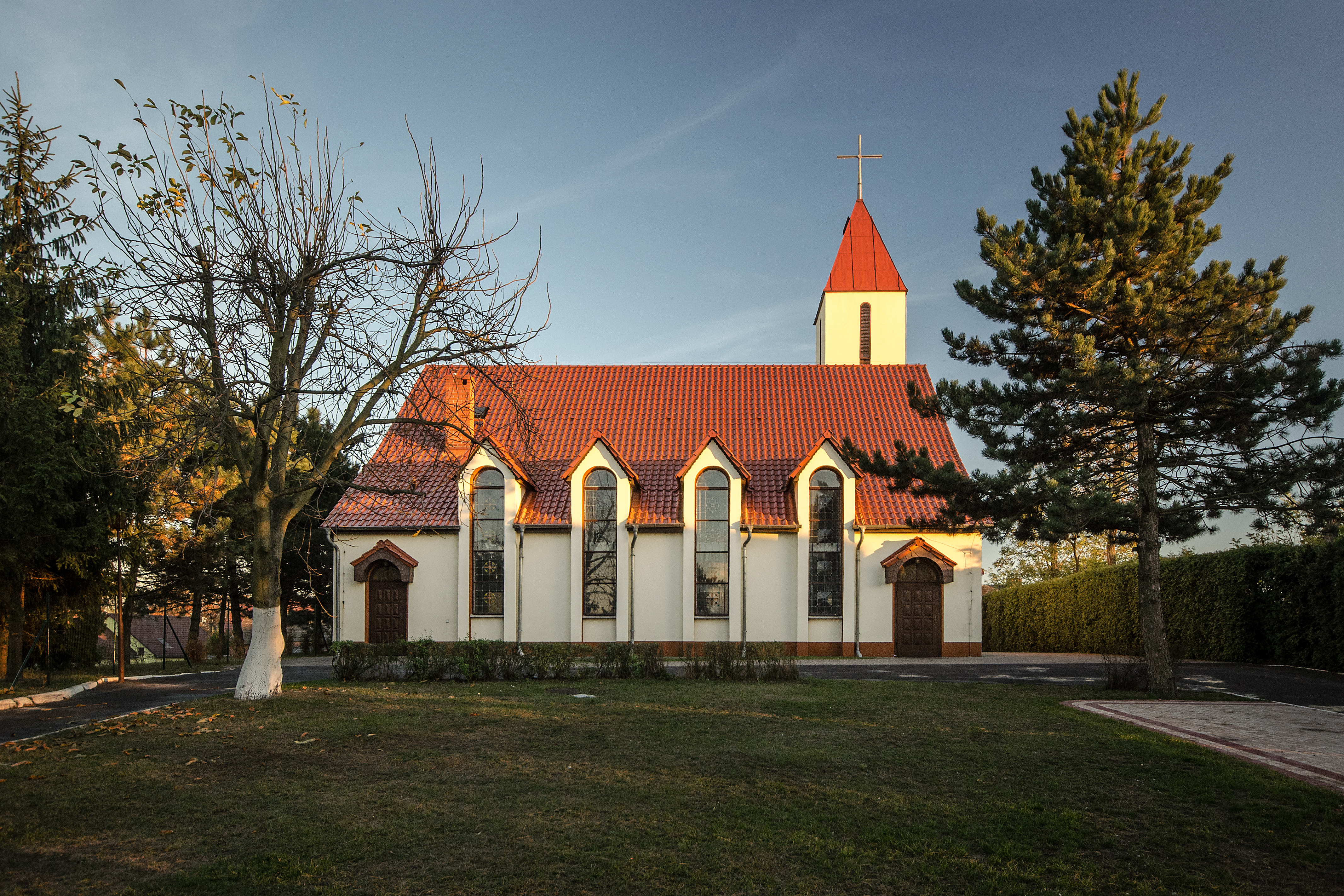
Nepomukkirche

- Das Schloss Roswadze (Pałac Rozwadza) wurde 1861 im Stil der Neugotik errichtet. Das Gebäude ist heute eine Ruine.[9] 1965 wurde der Schlossbau unter Denkmalschutz gestellt.[10]
- Die Evangelische Kirche (Kościół ewangelicko-augsburski) wurde 1888 im neugotischen Stil errichtet.[11]
- Römisch-katholische Johannes-Nepomuk-Kirche (Kościół św. Jana Nepomucena)
- Gedenkstein 700-Jahre Rozwadza
- Schulhaus aus Backstein
- Statue des böhmischen Landesheiligen Johannes Nepomuk
- Steinerne Wegekapelle
- Steinernes Wegekreuz

## Vereine
- Deutscher Freundschaftskreis
- Freiwillige Feuerwehr OPS Rozwadza

## Söhne und Töchter des Ortes
- Dieter Przewdzing (1944–2014), oberschlesischer Kommunalpolitiker und Bürgermeister in Zdzieszowice